# Lexus LS
La Lexus LS è una berlina di alta gamma prodotta dalla casa nipponica Lexus dal 1989 e la cui quinta serie è uscita sul mercato nel 2018.

## Quarta serie (XF40; 2006-2017)

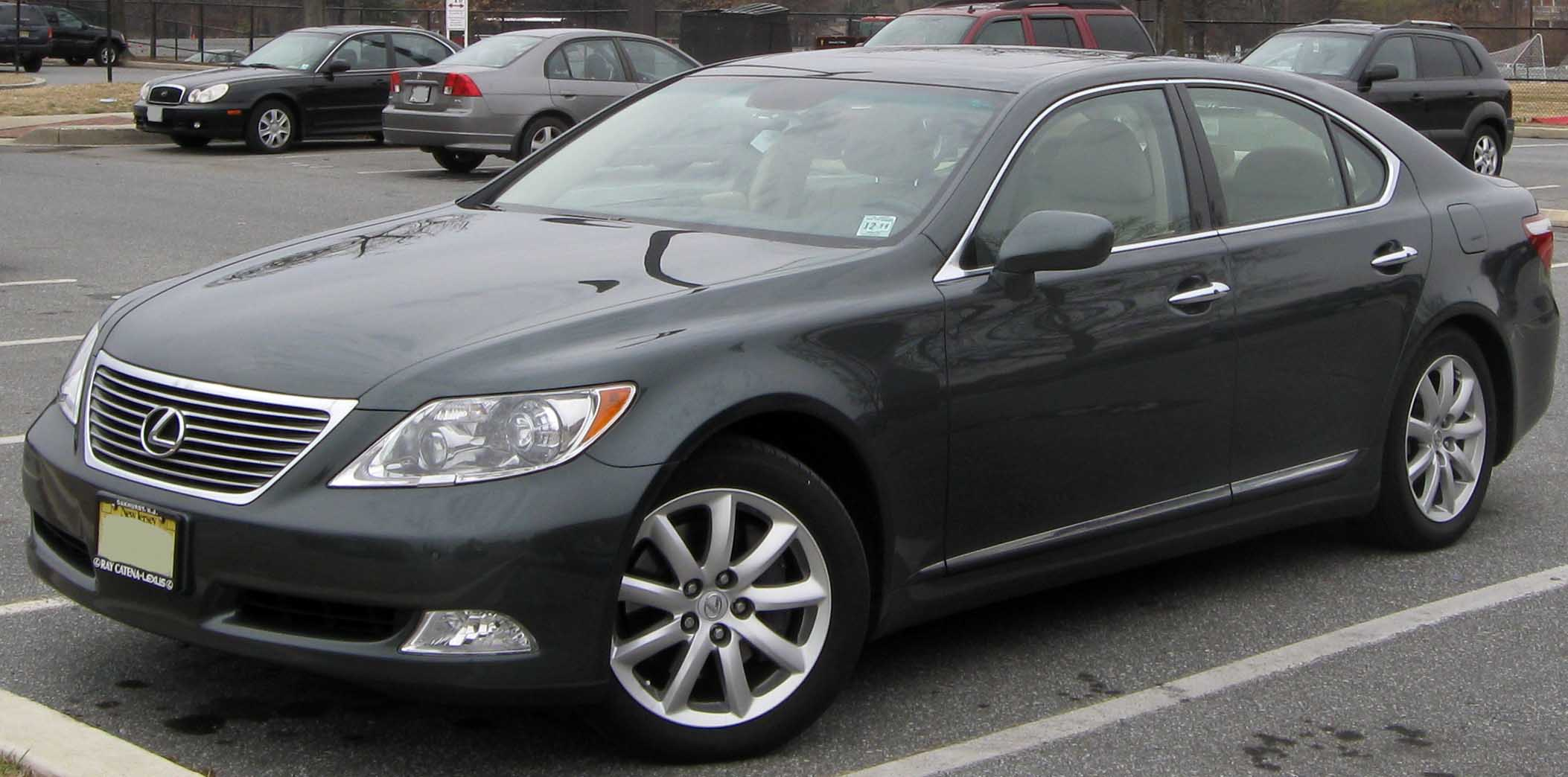
LS di quarta generazione

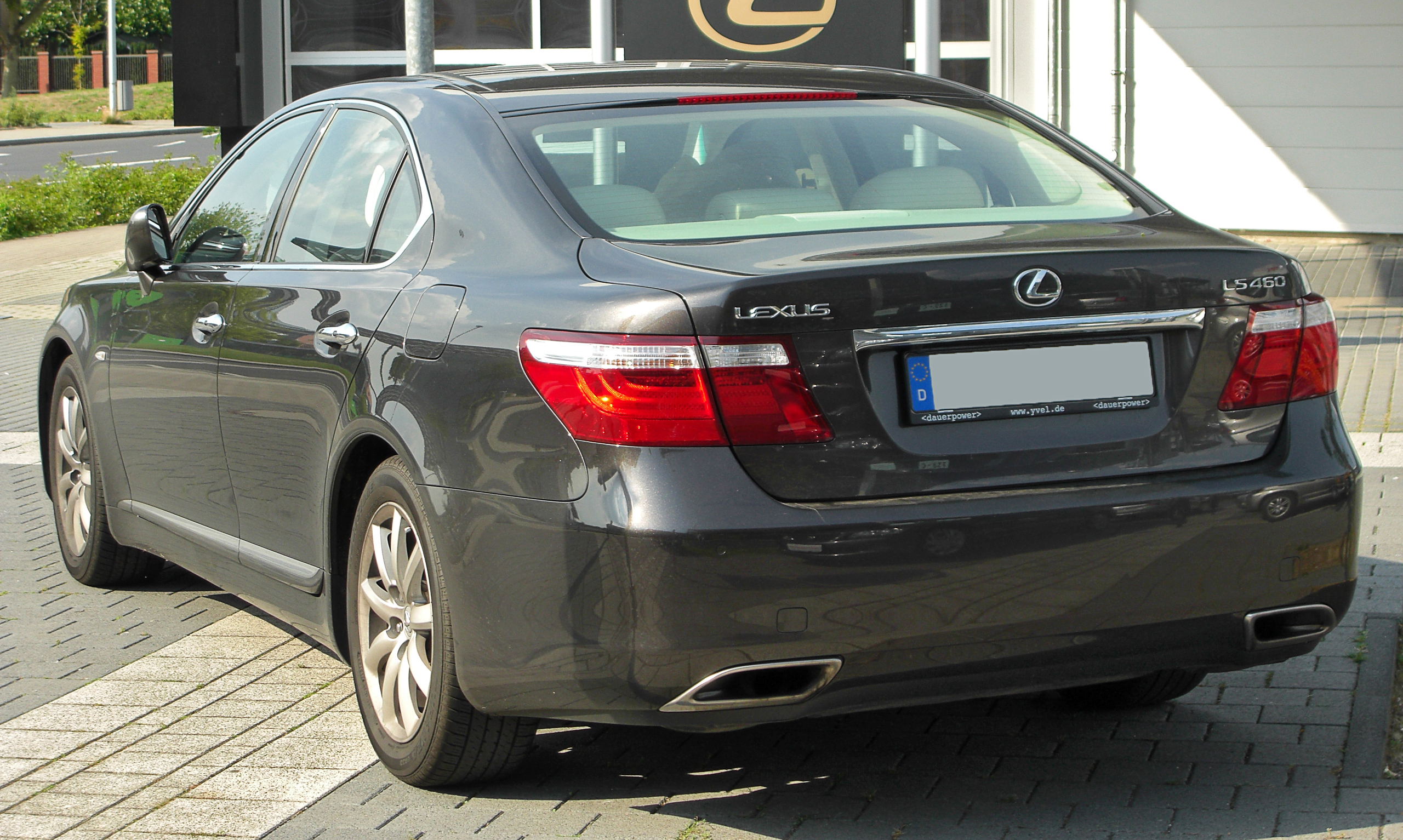

È disponibile in un solo allestimento con tutta la dotazione di serie, tra cui le sospensioni attive (rigide o morbide a seconda dell'impostazione di guida).
Come altre autovetture Lexus è disponibile anche in versione ibrida a trazione integrale dove il motore a benzina viene abbinato ad un piccolo motore elettrico.
È stata la prima vettura ad adottare un cambio automatico a otto marce.

### Motorizzazioni della quarta serie
| Modello      | Disponibilità    | Motore  | Cilindrata (cm³) | Potenza         | Coppia Massima (Nm) | Emissioni CO2 (g/km) | 0–100 km/h (secondi) | Velocità max (km/h) | Consumo medio (km/l) |
| 460 aut.     | dal 2006 al 2012 | Benzina | 4609             | 280 kW (380 Cv) | 493                 | 261                  | 5,7                  | 250                 | 9,0                  |
| 460 AWD aut. | dal 2006 al 2012 | Benzina | 4609             | 270 kW (367 Cv) | 493                 | 274                  | 6,3                  | 250                 | 8,6                  |
| 600h aut.    | dal 2006         | Ibrida  | 4969             | 290 kW (394 Cv) | 520                 | 219                  | 6,3                  | 250                 | 10,8                 |

## Quinta serie (XF50; dal 2017)

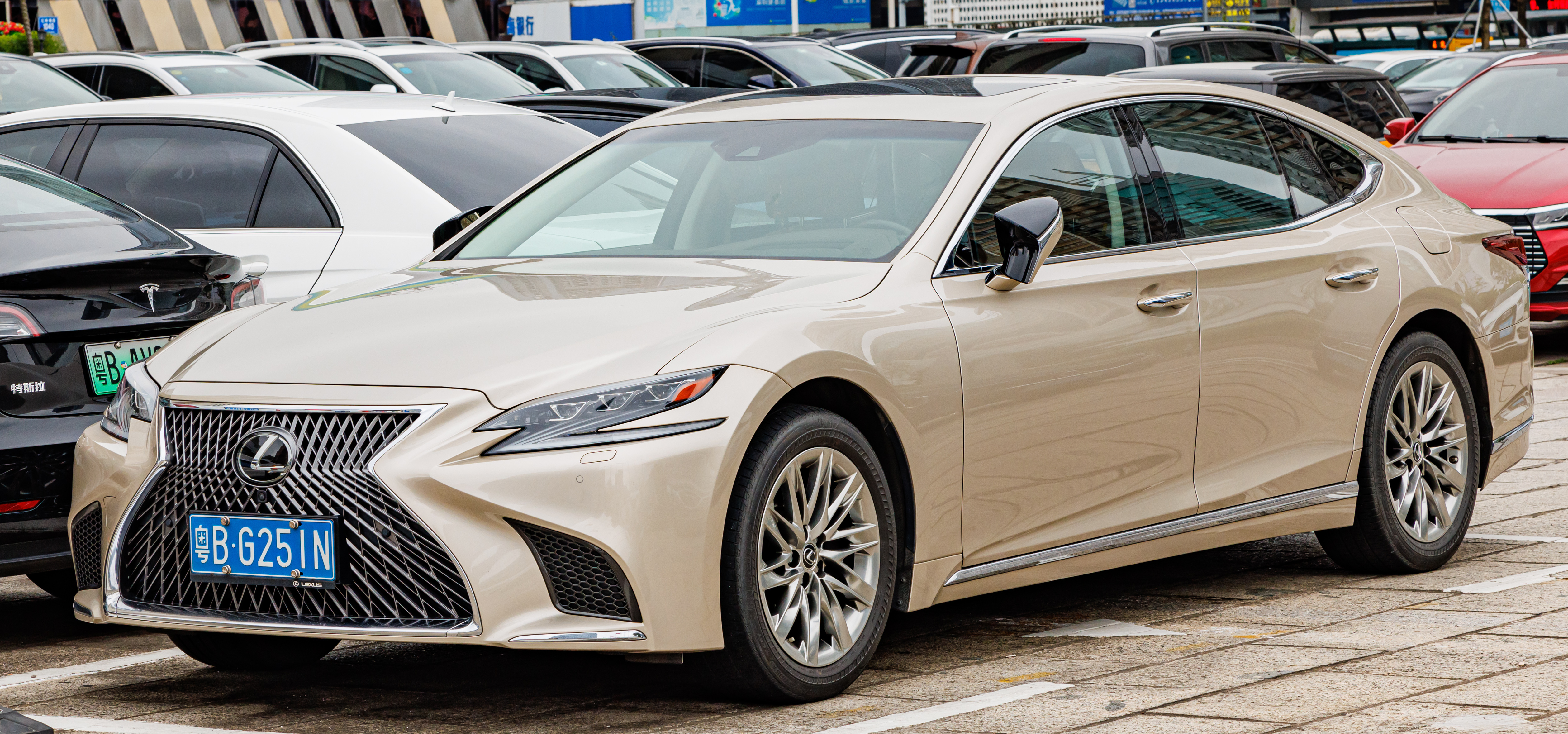
LS 5ª serie

Sviluppata nell'ambito del programma 200B, la LS di quinta generazione ha fatto il suo debutto al North American International Auto Show gennaio 2017. Questo modello è stato anticipato dal concept LF-FC mostrato per la prima volta al salone di Tokyo 2015. 
È il secondo modello Lexus ad essere costruito sulla piattaforma GA-L, dopo la Lexus LC. Inoltre è la prima LS ad essere alimentata da un motore V6 biturbo, ovvero V35A-FTS da 3,4 litri che produce 309 kW (415 CV) e 600 Nm di coppia. Il passo è 34 mm più lungo rispetto al precedente; l'altezza è inferiore di 15 mm.

## Versioni speciali

### TMG Sports 650 Concept
In occasione del Essen Motor Show del 2012, la Toyota Motorsport Gmbh ha presentato una concept car basata sulla Lexus LS 460. Tale vettura, denominata Sports 650 Concept, è dotata di trazione posteriore gestita da un differenziale Torsen che consente di scaricare a terra i 650 cavalli di potenza e 765 Nm erogati dal motore V8 twin-turbo 5.0. Il cambio è a otto marce è può passare da automatico a manuale in base alle esigenze. L'impianto frenante costituito da dischi carbo-ceramici prodotti dalla Brembo è stato inserito in ruote dotate di cerchioni in lega BBS da 20 pollici che calzano pneumatici Michelin Pilot Sport 295/35R20. L'aerodinamica della vettura è stata curata nella galleria del vento di Colonia e garantisce alla vettura un'accelerazione da 0 a 100 km/h in 3 secondi con una velocità massima di 320 km/h.

## Riconoscimenti
- World Car of the Year 2007[3][4]